# Jens Birkholm
Jens Birkholm, né le 21 novembre 1869 à Faaborg et mort le 11 septembre 1915 dans la même ville, est un peintre danois de genre; associé au groupe des Funen Peintres.

## Biographie
Son père est un Maître de Voile. Plusieurs de ses amis sont des artistes en herbe, dont Johannes Larsen et Peter Hansen. Bien que sa seule formation formelle fut un apprentissage auprès d'un artiste local obscur, il dessine et peint avec eux pendant son temps libre et absorbe l'influence de Kristian Zahrtmann, qui fut leur professeur à Copenhague.
Il est un pacifiste alors, pour éviter le service militaire, il s'engage comme compagnon de voyage pour visiter la Suisse et l'Allemagne, où il trouve aussi du travail comme peintre. Pendant son séjour en Allemagne, il entre en contact avec les Sociaux-Démocrates et, en 1892, il s'installe à Berlin, où il réalise des peintures de pauvres gens en détresse, dont certains dans des refuges pour sans-abri. Plus tard, ces derniers viendraient à être considérés comme ses œuvres les plus importantes.

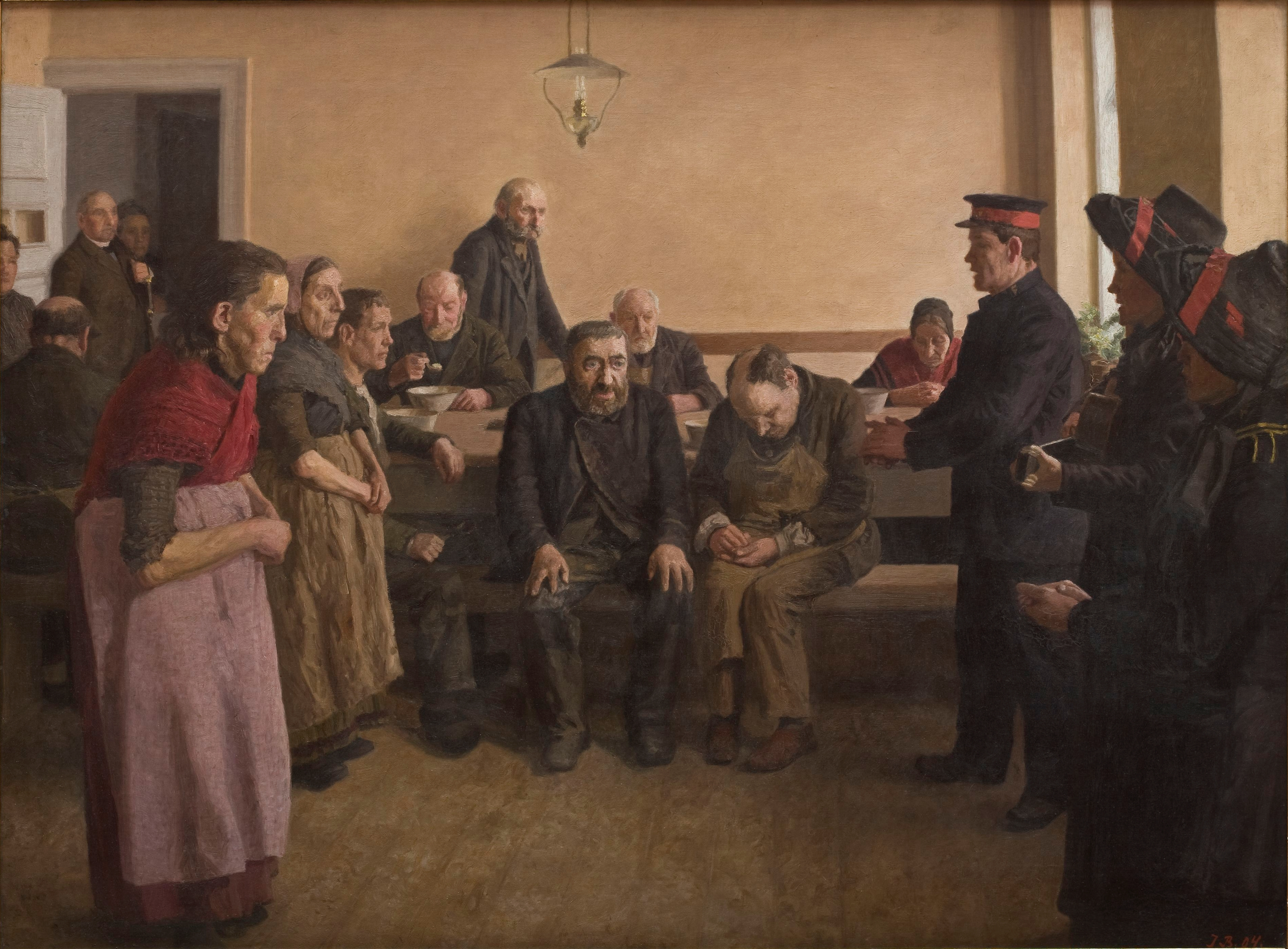
L' Armée du Salut à l'asile pour les pauvres

En 1902, il contracte la tuberculose et retourne dans sa ville natale, où il participe à la création du Musée de Faaborg. Sous l'influence des Funen Painters, son style change du réalisme social à l'impressionnisme et il fait surtout des paysages. Il s'intéresse toutefois aux questions sociales et est souvent en désaccord avec le gouvernement conservateur de Faaborg.
En 1906, il retourne à Berlin, où il revisite les abris, les asiles et les orphelinats et crée des peintures avec de nouveaux personnages dans son style plus mature. De 1904 à 1912, il organise des expositions annuelles à Faaborg et effectue plusieurs voyages à l'étranger, notamment en Italie (1905) et en Tunisie (1911).
Il tombe gravement malade en 1914 et passe près d'un an dans un sanatorium. L'année suivante, il succombe à sa maladie, à l'âge de quarante-six ans.